# اسمارتی (فیلم)
اسمارتی (انگلیسی: Smarty) یک فیلم به کارگردانی رابرت فلری است که در سال ۱۹۳۴ منتشر شد.